# Aspila pauliani
Aspila pauliani är en fjärilsart som beskrevs av Pierre E.L. Viette 1959. Aspila pauliani ingår i släktet Aspila och familjen nattflyn. Inga underarter finns listade i Catalogue of Life.